# Dürr (компания)
Dürr AG — международная компания, специализирующаяся на машиностроении и производстве оборудования. Компания, основанная Паулем Дюрром (1871—1936) в 1895 году в Бад-Канштатте как мастерская по производству профнастила для крыш, с 4 января 1990 года котируется на Франкфуртской фондовой бирже. Также акции компании котируются на биржах MDAX и Stoxx 600. В число клиентов Dürr AG входят почти все известные производители автомобилей и их поставщики. Другие сегменты рынка включают, например, машиностроение, химическую и фармацевтическую промышленность, а также — после поглощения HOMAG Group AG в октябре 2014 года — деревообрабатывающую промышленность. Компания зарегистрирована в Штутгарте, но её фактическое местонахождение находится в Битигхайм-Биссингене с 1 августа 2009 года после перемещения различных подразделений.

## История
В 1896 году Пауль Дюрр основал в Бад-Канштатте цех по производству профнастила для крыш. В 1917 году компания расширилась до обработки листового металла. В 1932 году Пауль Дюрр передал управление компанией своему сыну Отто Дюрру, который основал строительное бюро.
Строительство завода началось в 1950 году с первой системы для химической обработки поверхности. В 1963 году компания Dürr установила первое оборудование для электрофоретического окрашивания на заводе Ford в Генке, Бельгия. В 1964 и 1966 годах были основаны дочерние предприятия в Бразилии и Мексике.

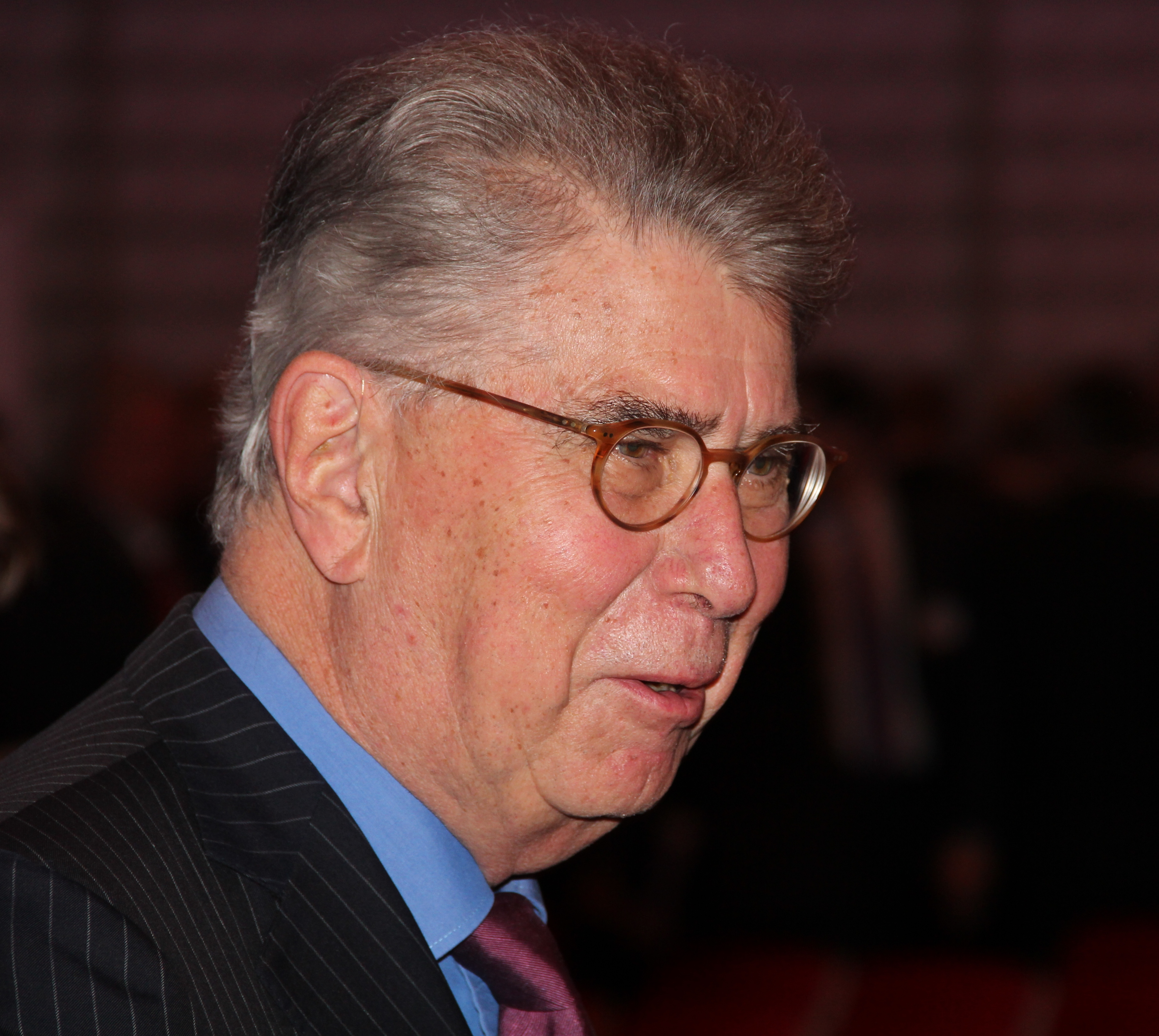
Хайнц Дюрр (2013)

В 1978 году компания Dürr расширяет свою деятельность в области автоматизации и конвейерных систем. Компания Dürr выходит на IPO и поглощает Behr-Group. Таким образом, все основные возможности для строительства окрасочных цехов теперь объединены в рамках одной компании. В 1999 году Dürr приобретает своего французского конкурента Alstom Automation. Группа измерительных систем Carl Schenck также стала частью группы Dürr в 2000 году. В 2003 году компания Dürr получила самый крупный заказ в истории компании: General Motors заказала три покрасочных цеха в Северной Америке.
В ходе реорганизации структуры группы и концентрации на ключевом направлении — машиностроении и производстве оборудования, в 2005 году компания Dürr исключила из своей бизнес-модели другие виды деятельности.
Летом 2009 года Dürr переместила свою штаб-квартиру в Биетигхайм-Биссинген.
В 2011 году компания Dürr расширяет деятельность в сфере энергоэффективности. В дополнение к системам очистки отработанного воздуха, это включает в себя процессы использования тепловой энергии в промышленности.
После 23 лет работы на посту председателя наблюдательного совета Dürr AG Хайнц Дюрр ушел в отставку в апреле 2013 года. Его преемником наблюдательный совет избрал Клауса Эберхардта.
В 2014 году Dürr приобретает контрольный пакет акций HOMAG Group AG — мирового лидера рынка деревообрабатывающих станков.
Компания Dürr входит в число лидеров мирового рынка в своих отраслях, занимая долю рынка в среднем от 30 % до 60 %. Более 80 % доходов компании генерируется за рубежом. Dürr имеет 93 филиала (из них 50 — с производственными мощностями) в 28 странах.

## Подразделения
- Системы покраски и окончательной сборки: покрасочные цеха и системы окончательной сборки для автомобильной промышленности.
- Технология нанесения: роботизированные технологии для автоматического нанесения краски, а также герметиков и клеев.
- Измерительные и технологические системы: системы балансировки и очистки, а также технологии тестирования и розлива.
- Системы чистых технологий: системы очистки отработанного воздуха и энергосберегающие технологии.
- Деревообрабатывающие машины и системы: оборудование для деревообрабатывающей промышленности[2].